# فهرست کنیسه‌های ایران
این صفحه فهرستی از کنیسه ها در ایران است.

## بروجرد
- کنیسه یهودیان بروجرد

## اصفهان
- کنیسه آسیابان
- کنیسا گل بهار
- کنیسا حاجی الیاهو
- کنیسا کوثر
- کنیسه ملانیسان
- کنیسا ملا شیمعون
- کنیسا ملا ربی
- کنیسا ملا ماری
- کنیسا مشه گلی
- کنیسه ملایعقوب
- کنیسا سنگ بست
- کنیسا سارا بت آشر
- کنیسه شکر الله
- کنیسه بزرگ
- کنیسا کتر داوید
- کنیسا موشه گلی
- کنیسا سعیدیان
- کنیسا حناساب
- کنیسا یعقوب مسجدی

## بوشهر
- کنیسای کوتی

## تهران
- کنیسه ابریشمی
- کنیسه یوسف‌آباد
- کنیسه باغ صبا
- کنیسه حییم
- کنیسه پسیان
- کنیسه دانیال - لهستانی ها
- کنیسه گرگان
- کنیسه عزرا یعقوب
- کنیسه دروازه دولت
- کنیسه اتفاق
- کنیسه سیدخندان
- کنیسه زرگریان
- کنیسه رفیع نیا
- کنیسه خراسانی ها
- کنیسه عبدالله زاده
- کنیسه راه دانش
- کنیسه پل چوبی
- کنیسه عزیز خان
- کنیسه اتحاد - ژاله
- کنیسه لویان
- کنیسه کهن
- کنیسه ملا حنینا
- کنیسه حکیم آشر
- کنیسه سرای سالمندان
- کنیسه هارامبام
- کنیسه کوروش
- کنیسه گیشا
- کنیسه نصرت
- کنیسه اورشرگا
- کنیسه فخرآباد
- کنیسه طرشت

## رفسنجان
- کنیسه قدیم رفسنجان
- کنیسه جدید رفسنجان

## سنندج
- کنیسه یهودیان سنندج

## سیرجان
- کنیسه شالوم بروخیم

## شیراز
- کنیسای ربیع‌زاده
- کنیسای دلرحیم - سالن اوراهام
- کنیسای دلرحیم سالن اسحق
- کنیسای دلرحیم سالن یعقوب
- کنیسای دلرحیم سالن موشه
- کنیسای بزرگ - ملا عزرا
- کنیسای بزرگ - ملا ماشالا
- کنیسای خاداش
- کنیسای خراسانی ها
- کنیسای صحتی 1
- کنیسای صحتی 2
- کنیسای ماگن حییم
- کنیسای خانه جوانان
- کنیسای کوثر
- کنیسا کازرونهای قدیم
- کنیسای کازرونیها جدید
- کنیسای کازرونیها سالن اصلی
- کنیسای کوثر طبقه دوم
- کنیسای ملا پینحاس
- کنیسای ملا اورام
- کنیسای نهاوندی
- کنیسای کوچیک
- کنیسای غربی
- کنیسای بالایی

## کاشان
- کنیسه کاشان

## کرمان
- کنیسه کرمان

## کرمانشاه
- کنیسه اتحاد
- کنیسه یعقوب نو، واقع در جنب میدان آشیخادی (مدرسۀ رستگار کنونی)
- کنیسه هاداش (نوین)، واقع در تیرفروش‌ها

## یزد
- کنیسه ملا آقا بابا ملا حیدر
- کنیسای میزان
- کنیسه کمال
- کنیسای حاداش
- کنیسای حاخام
- کنیسای الیاهو هناوی
- کنیسای الی
- کنیسای ملا شلمو

## همدان
- کنیسۀ کلیمیان همدان، در خیابان باباطاهر، کوچه جراحان
- کنیسۀ بزرگ
- كنيسۀ حَگَی نبی (مسجد پیغمبر)
- کنیسۀ‌ ملا ربیع
- کنیسۀ ملا اوراهام
- کنیسۀ‌ مدرسۀ آلیانس